# Utrikespolitiska institutet i Finland
För det äldre Utrikespolitiska institutet i Finland, se Paasikivi-samfundet.
Utrikespolitiska institutet i Finland (Ulkopoliittinen instituutti, UPI; The Finnish Institute of International Affairs, FIIA) är ett oberoende forskningsinstitut baserat i Helsingfors som har till uppgift att producera högklassig, aktuell information om internationella relationer och EU-frågor. Den ger också ut tidskriften Ulkopolitiikka.  
För tillfället har Utrikespolitiska institutet fyra forskningsprogram: 
- Europeiska Unionen;
- Internationell miljö- och naturresurspolitik;
- Ryssland i en regional och global context; och
- Världsordningen i förändring.

I fråga om forskning är institutet oavhängigt och ligger mitt emellan akademisk forskning och samhälleligt beslutsfattande. Utrikespolitiska institutet deltar aktivt i samhällsdebatten samt stöder med sin sakkunskap det politiska beslutsfattandet.
Utrikespolitiska institutet ordnar konferenser, seminarier och expertmöten om aktuella frågor som anknyter till forskningsprogrammen, samt publicerar forskningsrön och behandlar aktuella internationella frågor I sina publikationsserier. Därtill utger institutet Ulkopolitiikka (UP), en specialtidskrift med fokus på internationella relationer. Institutet ligger på Skatudden i Helsingfors, Finland.
Utrikespolitiska institutet grundades i början av 2007 efter ett beslut av Finlands riksdag i sitt hundraårsjubileumsplenum 1.6.2006. Tidigare verkade institutet som ett privat forskningsinstitut. Det var grundat av Paasikivi-Samfundet 1961 och upprätthölls av Stiftelsen för utrikespolitisk forskning.
I Utrikespolitiska institutet arbetar cirka fyrtio personer. Raimo Väyrynen var institutets förste generaldirektör och efterträddes 2010 av Teija Tiilikainen. Institutets verksamhet leds av styrelsen som består av nio medlemmar. Styrelsen väljs av riksdagen och leds av minister Antti Tanskanen. Institutet har även en delegation, vars ordförande är riksdagens vice talman Seppo Kääriäinen.